# David Frankfurter
David Frankfurter (9. července 1909 Daruvar – 9. července 1982, Ramat Gan, Izrael) byl chorvatský Žid, který 4. února 1936 provedl atentát na Wilhelma Gustloffa, vedoucího švýcarské ochranky NSDAP.

## Život
David Frankfurter se narodil v daruvarské židovské rodině rabína Mavre Frankfurtera a jeho manželky Rebeky (Rivky) Figelové. Roku 1914 se i s rodinou přestěhoval z Daruvaru do Vinkovců, kde byl otec ustanoven za rabína. Roku 1928 dokončil gymnázium a vydal se do Německa studovat stomatologii, neprve v Lipsku, roku 1931 se přestěhoval do Frankfurtu, odkud pocházeli jeho předkové.

### Atentát na Wilhelma Gustloffa
Během studií v Německu byl svědkem rostoucích protižidovských nálad. V červenci 1933 se přestěhoval do Bernu, kde pokračoval ve studiu. V roce 1936 si našel v telefonním seznamu adresu Wilhelma Gustloffa, který inicioval vydání Protokolů sionských mudrců ve Švýcarsku. V jeho domě na něj spáchal atentát, což šel poté nahlásit na policii. Byl odsouzen na 18 let odnětí svobody. Jeho otec se stal obětí koncentračního tábora Jasenovac.
1. června 1945 byl David Frankfurter propuštěn a po vypovězení ze Švýcarska odešel ilegálně do Palestiny. Poté se v Izraeli stal pracovníkem ministerstva obrany. Následně vstoupil do izraelské armády. Do roku 1982 žil a pracoval na více místech v Izraeli. Později byl prohlášen čestným občanem Švýcarska a bylo po něm pojmenováno několik míst a ulic. Zemřel v Ramat Ganu v Izraeli.

### Odkaz
O atentátu na Wilhelma Gustloffa bylo napsáno několik knih, které vyšly i v Izraeli, rovněž byl natočen švýcarský dokumentární film Konfrontation režiséra Rolfa Lissi.